# Richard Clive Mason
Richard Clive Mason (vermoedelijk rond 1958) is een Britse wiskundige die in het begin van de jaren tachtig de deels naar hem vernoemde stelling van Stothers-Mason bewees.

## Leven
Hij deed twee keer, in 1974 en 1976 mee aan de Internationale Wiskunde Olympiade. De laatste keer behaalde hij een gouden medaille. Hij zat toen op de Manchester Grammar School. Daarna studeerde hij wiskunde. Hij promoveerde aan de Universiteit van Cambridge bij de getaltheoreticus Alan Baker.
Onafhankelijk van Stothers bewees hij in 1983/84 de deels naar hem genoemde stelling van Stothers-Mason.
Na het midden van de jaren tachtig is er niets over hem bekend.

## Werken
- Mason R.C., The hyperelliptic equation over function fields, Math. Proc. Cambridge Philos. Soc. 93 (1983), no. 2, 219–230.
- Mason R.C., Diophantine Equations over Function Fields, Cambridge, England, Cambridge University Press, (1984), London Mathematical Society Lecture Note Series, vol 96, zie hier